# Alatskivi (jezero)
Alatskivi (est. Alatskivi järv – jezero Alatskivi), umjetno jezero na rijeci Alatskivi u općini Tartu u Estoniji. Prostire se na površini od 22,9 ha i prosječne je dubine od 2,5 m.

## Vanjske poveznice
|  | Zajednički poslužitelj ima još gradiva o temi Alatskivi (jezero) |